# ائتلاف تجاري

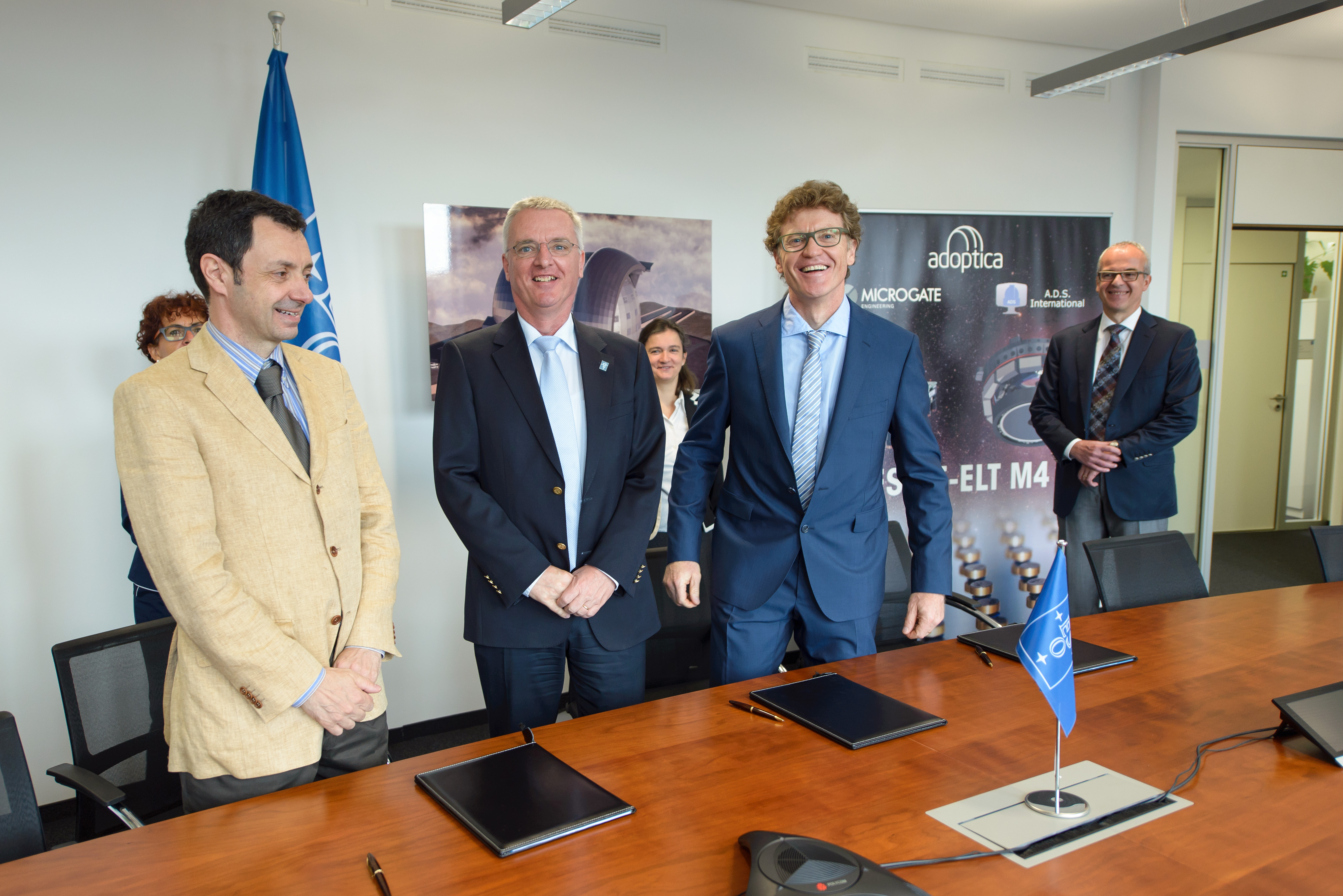
تم توقيع العقد مع اتحاد AdOptica في إيطاليا – ADS International وMicrogate، بالشراكة مع Istituto Nazionale di Astrofisica – لتصميم وبناء أكبر وحدة مرآة قابلة للتكيف في العالم

الاتحاد المالي أو الاتحاد فقط، أو ائتلاف الشركات مجموعةٌ من الشركات التجارية، تتشارك لتحقيق أهداف معينة، سواء ربحية أو غير ربحية، ومن أجل تحسين إنتاج هذه الشركات، كما فعلت شركة تويوتا في ائتلافها مع شركة جنرال موتورز في توريد وتصنيع كاربراتير لسيارات جنرال موتورز في أواخر التسعينات.